# Karibi bíborfecske
A karibi bíborfecske (Progne dominicensis) a verébalakúak (Passeriformes) rendjébe, ezen belül a fecskefélék (Hirundinidae) családjába tartozó faj.

## Rendszerezése
A fajt Johann Friedrich Gmelin német természettudós írta le 1789-ben, a Hirundo nembe Hirundo dominicensis néven.

## Előfordulása
A középső és déli Karib-szigeteken él (Jamaicától Tobagóig). Természetes élőhelyei a szubtrópusi és trópusi másodlagos erdők, legelők, szántóföldek és városi régiók. Vonuló faj.

## Megjelenése
Testhossza 19 centiméter, testtömege 38-42 gramm.
|  |

## Életmódja
Rovarevő. Márciustól júliusig költ, a fészkét faodúkba helyezi. A tojó hat-nyolc tojást rak le, melyekből a fiókák 15 nap múlva kelnek ki, majd 26-27 nap után repülnek ki a fészekből.

## Természetvédelmi helyzete
Az elterjedési területe nagyon nagy, egyedszáma pedig növekszik. A Természetvédelmi Világszövetség Vörös listáján nem fenyegetett fajként szerepel.